# 里奧盧伊斯 (聖達菲區)
里奧盧伊斯（西班牙語：Río Luis），是巴拿馬的城鎮，位於該國中西部，由貝拉瓜斯省的聖達菲區負責管轄，面積259.2平方公里，2010年人口2,204，人口密度每平方公里8.5人。